# Bundesstraße 404
Die deutsche Bundesstraße 404 (Abkürzung: B 404) führt von Kiel nach Lüneburg.

## Verlauf/Gebietskörperschaften
- Schleswig-Holstein
  - Kiel
  - Kreis Plön
    - Honigsee, Klein Barkau, Kirchbarkau, Barmissen, Warnau, Nettelsee, Löptin, Ruhwinkel

  - Kreis Segeberg
    - Bornhöved, Trappenkamp, Daldorf, Negernbötel, Schackendorf, Bad Segeberg, Högersdorf, Schwissel, Bebensee, Neversdorf

  - Kreis Stormarn
    - Travenbrück, Bad Oldesloe, Rümpel, Lasbek, Hammoor, Todendorf, Steinburg, Lütjensee, Grönwohld, Trittau, Grande

  - Kreis Herzogtum Lauenburg
    - Kuddewörde, Kasseburg, Sachsenwald, Grove, Schwarzenbek, Brunstorf, Dassendorf, Hohenhorn, Geesthacht
- Niedersachsen
  - Landkreis Harburg
    - Marschacht

  - Landkreis Lüneburg
    - Samtgemeinde Bardowick

## Geschichte und Ausbauzustand
Die B 404, auch bekannt als „Nord-Süd-Straße“ und „Kieler Schnellweg“, wurde seit den 1950er Jahren als komplette Neubaustrecke von Kiel aus nach Süden neu gebaut, bis auf die Bereiche zwischen Stolpe und Bornhöved (in den 1970er Jahren als A 21 fertiggestellt) und zwischen Grande und Geesthacht. Sie war als Schnellverbindung zwischen Kiel und der A 1 geplant und damit als Entlastungsstrecke der B 4, die damals, vor dem Bau der A 7, die Hauptverbindung zwischen Kiel und Hamburg darstellte. In den 1960er Jahren erfolgte dann der Weiterbau südlich der A 1. Dort wurde die B 404 bereits kreuzungsfrei gebaut.
Mitte der 1980er Jahre erfolgte der vierspurige Ausbau zwischen Neversdorf und Bad Oldesloe. Im Jahre 1992 war der vierspurige Ausbau der anschließenden Strecke zwischen Negernbötel und Neversdorf, und im Jahre 1998 der Strecke zwischen Bad Oldesloe und Hammoor abgeschlossen. In diesem Jahre erfolgte dann die Aufstufung des gesamten vierspurig ausgebauten Stückes zwischen Negernbötel und Hammoor zur Autobahn.

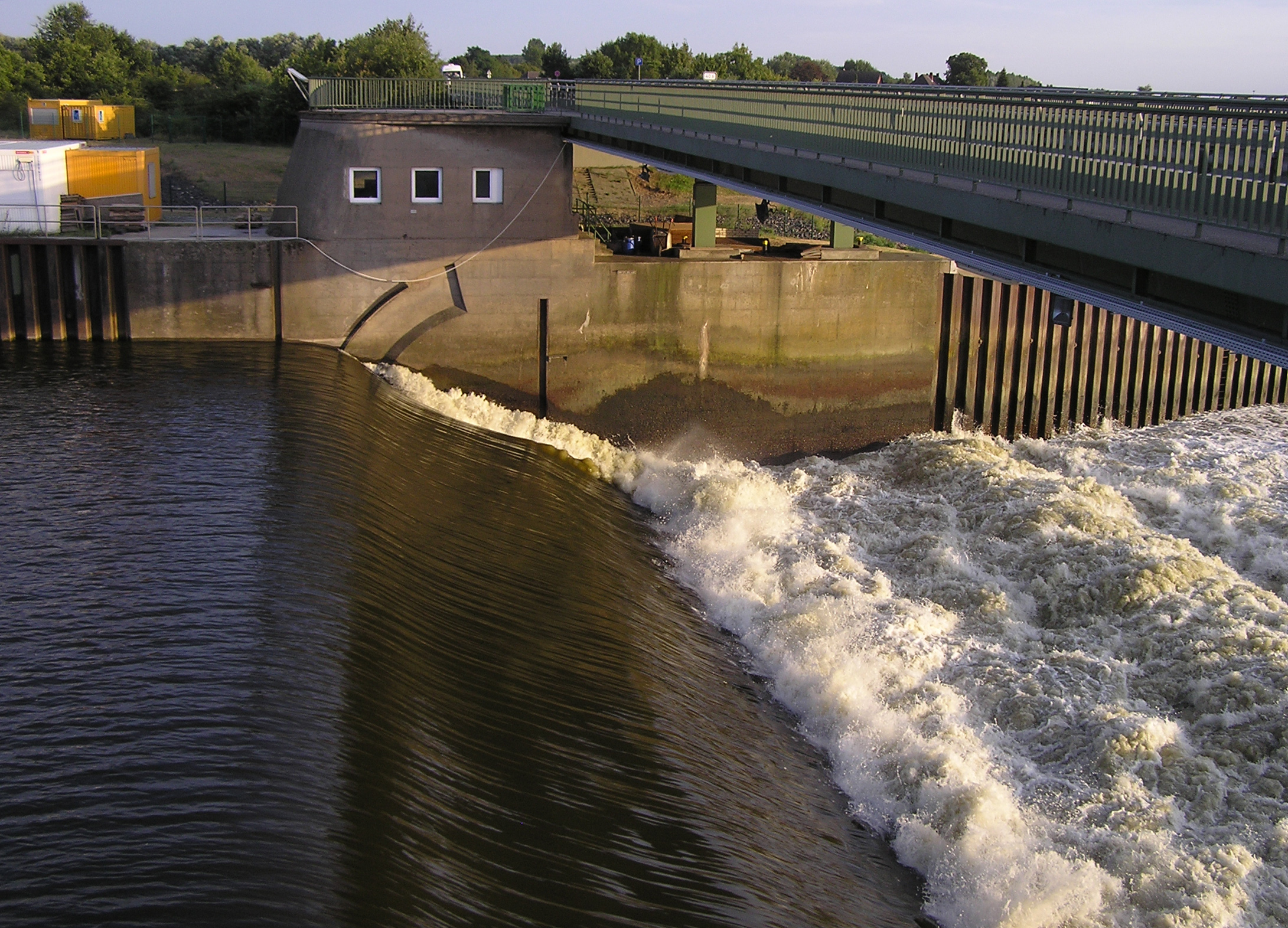
Elbbrücke und Staustufe Geesthacht an der B 404

Zwischen dem Autobahnkreuz Bargteheide bei Hammoor und dem Anschluss an die A 24 ist die B 404 kreuzungsfrei ausgebaut und ab der Anschlussstelle Lütjensee/Schönberg überwiegend dreistreifig mit wechselseitiger Überholspur ausgestaltet (sog. 2+1-Verkehrsführung). Auf letzterem Abschnitt ist sie als Kraftfahrstraße beschildert. Auf einem etwa 800 Meter langen Stück zwischen dem Ende der Ausbaustrecke am Autobahnkreuz Bargteheide und der Anschlussstelle Bargteheide/Lasbek ist die B 404, obwohl nicht als Bundesautobahn gewidmet und ohne baulich getrennte Richtungsfahrbahnen, mit Verkehrszeichen 331 als Autobahn beschildert; vgl. Liste der Autobahnen, die keine Bundesautobahnen sind.
Im südlichen Abschnitt verbindet die B 404 kreuzungsfrei das Autobahnende der A 25 bei Geesthacht mit der Anschlussstelle Handorf der A 39. Extra dafür wurde die B 404 von ihrem ehemaligen Endpunkt (Einmündung in die B 5) verlängert. Zwischen der Elbbrücke Geesthacht an der 1960 erbauten Staustufe Geesthacht und ihrem neuen Ende an der A 39 ist die B 404 ebenfalls als Kraftfahrzeugstraße ausgewiesen.

## Ersetzungen
Nach und nach wird die B 404 zur A 21 umgewidmet. Dies ist bereits zwischen Nettelsee und Hammoor erfolgt; ein Teilstück zwischen Bornhöved und Negernbötel wurde nachträglich fertiggestellt. Dieses fehlende Zwischenstück wurde am 2. Juli 2008 nach langer Bauzeit für den Verkehr freigegeben, somit sind nun gut 56 km der A 21 durchgehend vierspurig befahrbar. Im Anschluss wurde ein kleiner Abschnitt (Neumeimersdorf – Wellseedamm) im Kieler Stadtgebiet vierspurig ausgebaut. Für den Anschluss von Neumeimersdorf an die B 76 konnte bisher keine Lösung gefunden werden. Der Abschnitt Nettelsee – Klein Barkau befindet sich seit September 2018 im Bau und soll 2025 fertiggestellt sein. Der Abschnitt Klein Barkau – Wellseedamm befindet sich noch in der Planungsphase. Der Ausbau des nördlichen Streckenabschnittes Stolpe – Kiel war mit Planungsziel 2012 als vordringlicher Bedarf vorgesehen.